# مجمع الجزایر (آلند)
مجمع الجزایر یکی از زیرمجموعه‌های جزایر الند و یکی از ناحیه‌ها در فنلاند از سال ۲۰۰۹ است.

## شهرداری‌ها
| نشان ملی          | شهرداری            |
| ----------------- | ------------------ |
| Brändön vaakuna   | برندو (شهرداری)    |
| Föglön vaakuna    | فوگلو (شهرداری)    |
| Kumlingen vaakuna | کوملینگه (شهرداری) |
| Kökarin vaakuna   | کوکار (شهرداری)    |
| Sottungan vaakuna | سوتونگا (شهرداری)  |
| Vårdön vaakuna    | ووردو (شهرداری)    |